# Estigmene unilinea
Estigmene unilinea là một loài bướm đêm thuộc phân họ Arctiinae, họ Erebidae.